# Reinhold Behr
Reinhold Behr (Tauberbischofsheim, 17 ottobre 1948) è un ex schermidore tedesco, vincitore di una medaglia d'argento nella scherma ai giochi olimpici.